# Theofilos Chatzimichaìl
Theofilos Chatzimichaìl o Hatzimihail (Mitilene, 1870 circa – Vareia, 22 marzo 1934) è stato un pittore greco, considerato il maggiore pittore dell'arte neo-ellenica. Molti dei soggetti dei suoi dipinti sono ispirati alla cultura tradizionale e popolare greca.

## Biografia

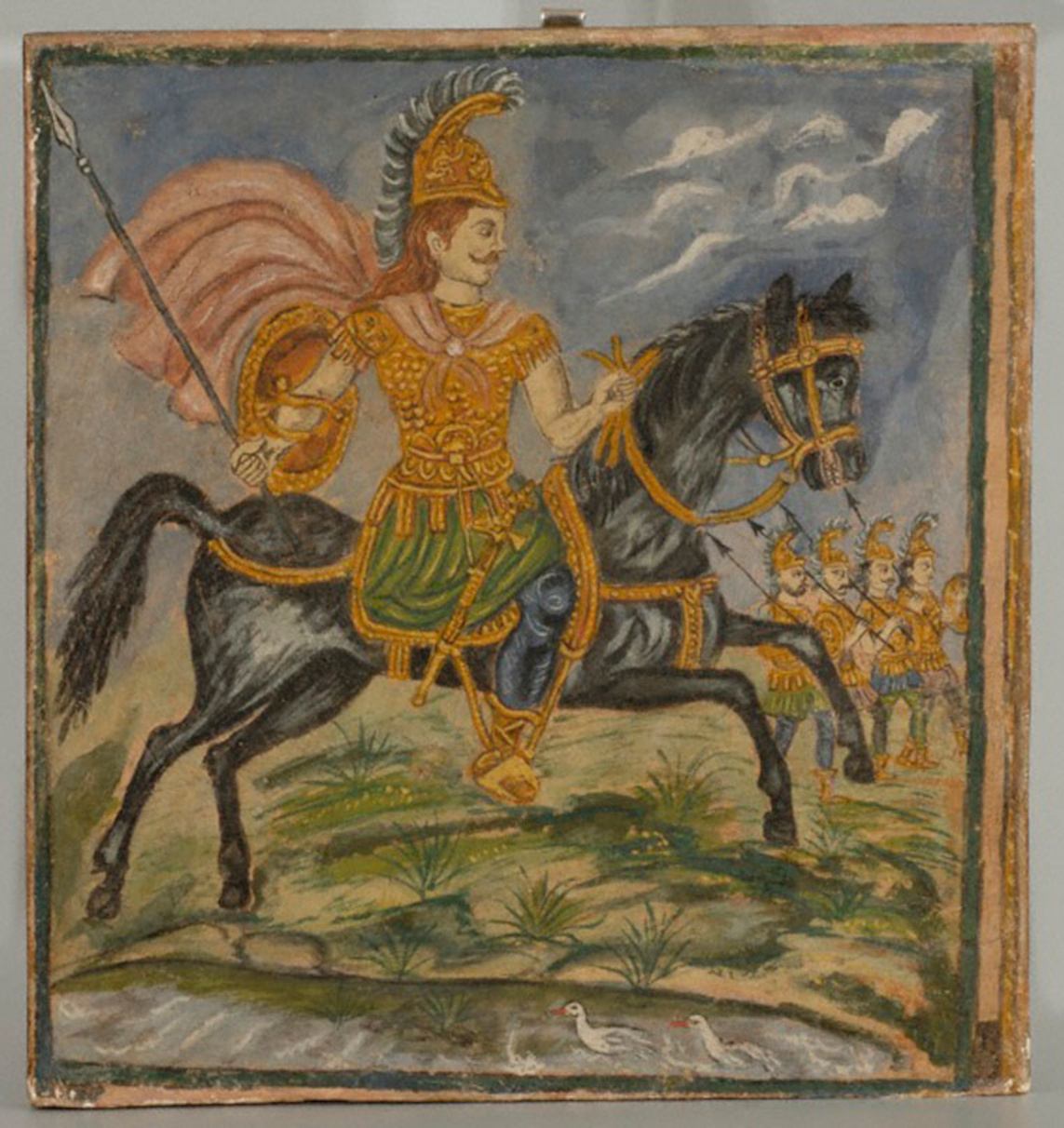
Theofilos Chatzimichaìl, Alessandro Magno (1900 circa, Atene).

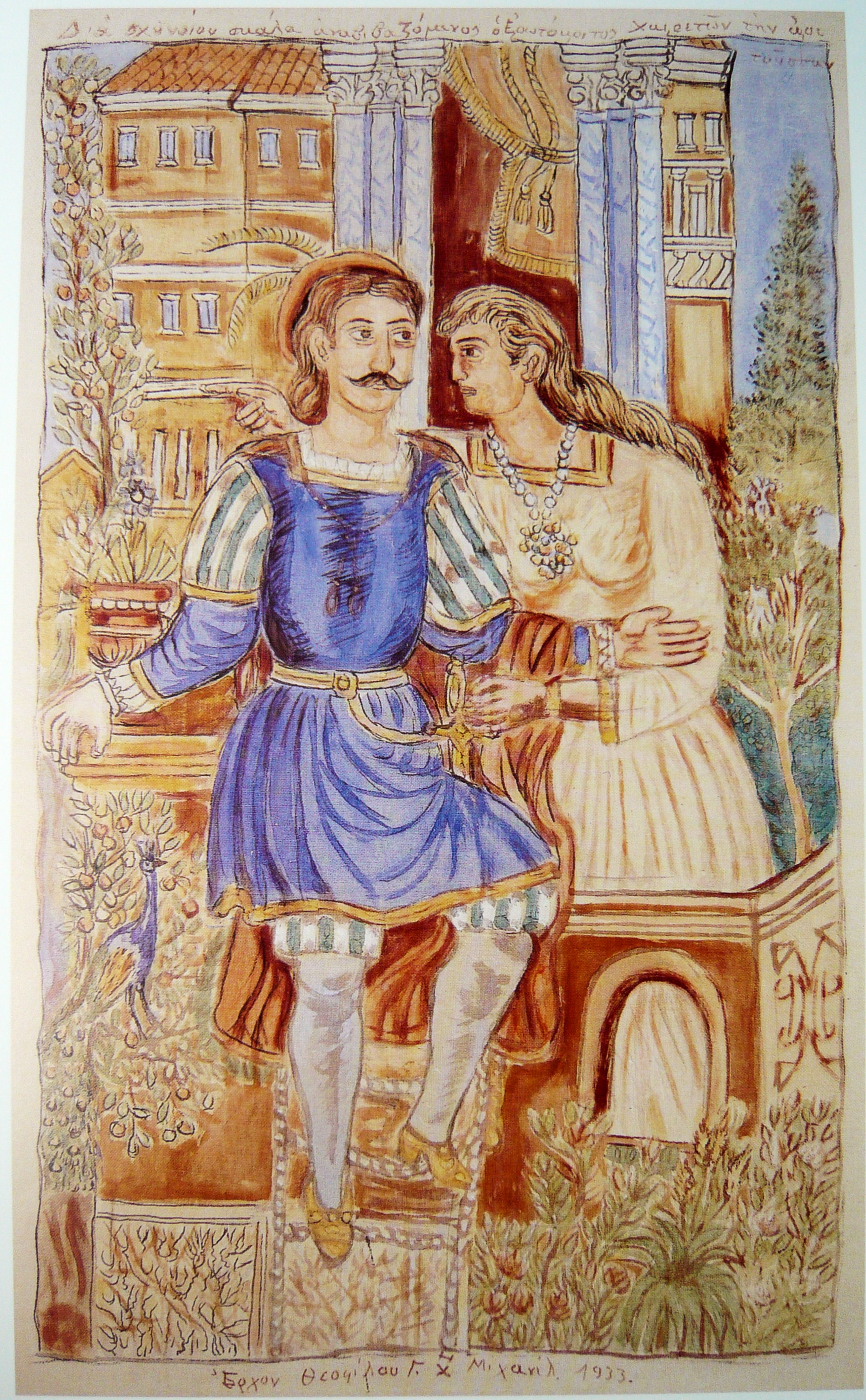
Theofilos Chatzimichaìl, Erotokritos ed Arethousa.

Theofilos nasce probabilmente nel 1867 da un calzolaio e dalla figlia di Costantino Chatzimichaìl, noto pittore di icone.
A scuola non ebbe successo: non solo era mancino, all'epoca un serio svantaggio, ma era deriso dai compagni per la balbuzie.
Un po' per questo, ma ancor più perché attratto dalla fama di Smirne, città cosmopolita e vivacissima, Theofilos vi si stabilisce e, oltre a svolgere diversi lavori manuali, pare abbia operato presso un pittore, completando quella formazione iniziata a Mitilene, prima nella bottega del nonno iconografo e poi presso lo zio decoratore.
È in questo periodo che adotta la fustanella, gonnellino della guardia regia, e le scarpe tradizionali con il pom-pom, un cinturone e una bisaccia con gli strumenti di lavoro.
Alla vigilia della guerra greco-turca, lo troviamo ad Atene per arruolarsi come volontario, ma, non viene accettano e così si trasferisce a Volos, dove pare riesca a entrare nell'esercito proprio a guerra quasi terminata.
Qui si ferma per tre anni, dipingendo sui muri dei caffè, dei negozi e delle case.
Intorno al 1900 ritorna a Smirne dove esegue i ritratti degli eroi dell'indipendenza greca del 1821, lavori che sono stai perduti soprattutto perché, dopo la catastrofe dell'Asia Minore, i quartieri greci furono messi a fuoco.
Intorno al 1907, dopo essere stato per pochi giorni nelle carceri turche, Theofilos ritorna a Volos e da questo momento il pittore, che firmava le sue opere semplicemente “Theofilos di Mitilene”, aggiunge il cognome del nonno paterno Chatzimichail, preferendolo al soprannome del padre, Kefalas (testone).
Nel 1912 esegue i murali dell'abitazione di Kodòs, che ora, dopo la ristrutturazione, è diventato museo; ma per sopravvivere, Theofilos è costretto anche al mestiere di pastore.
Dal 1922, dopo la catastrofe in Asia Minore, a Theofilos vengono commissionati parecchie opere dai profughi che abitano una baraccopoli a Volos: ancora una volta i muri dei caffè, dei negozi e delle abitazioni sono i supporti per lavori eseguiti in cambio di un po' di cibo e di poche monete pari alle spese del materiale usato, materiale in effetti poverissimo (i suoi colori erano polveri usuali cui aggiungeva latte di fico, uovo, latte, olio di lino o, persino, urina).
Nel 1926, non solo la nostalgia, la concorrenza di altri pittori locali, ma anche il brutto scherzo d'essere spinto giù da una scala inducono Theofilos a tornare definitivamente a Mitilene.
Vi arriva invecchiato, stanco e malato; trascorre la maggior parte del suo tempo in giro per l'isola, dipingendo su stoffe, su cartoni, legni e latte, ma soprattutto sui muri: lavori per lo più distrutti dal tempo, tanti strappati e poi venduti, altri coperti da una mano di calce.
A Mitilene Theofilos va ad abitare in una povera casetta con la madre, che morirà nel 1932, e qui l'artista fu trovato morto nel 1934.

## Film su Theofilos
Theofilos, di Lakis Papastathis (1987).